# Duentza (círculo)
O círculo de Duentza (Cercle de Douentza) é uma subdivisão administrativa da região de Mopti, no Mali. O centro administrativo (chef-lieu) é a cidade de Duentza.
Durante a rebelião tuaregue de 2012, foi a parte mais ao sul do estado de Azauade, de acordo com a reivindicação territorial do MNLA em abril de 2012. A partir de junho de 2012, foi reivindicada por uma série de milícias islâmicas e locais rivais.
A rota da migração circular anual dos elefantes de Germa atravessa várias comunas nos círculos de Duentza e Gurma-Rarus (região de Tombuctu).

O círculo é dividido em 15 comunas:
- Dallah
- Dangol Boré
- Débéré
- Dianwéli
- Djaptodji
- Douentza
- Gandamia
- Haïré
- Hombori
- Kéréna
- Korarou
- Koubéwel Koundia
- Mondoro
- Pétaka
- Tédjé